# Anyphops kivuensis
Anyphops kivuensis là một loài nhện trong họ Selenopidae.
Loài này thuộc chi Anyphops. Anyphops kivuensis được P. L. G. Benoit miêu tả năm 1968.